# Mafarawa
Mafarawa (auch: Mafaraoua, Maharawa, Mofaraoua, Mofarawa) ist ein Dorf in der Landgemeinde Guidan Amoumoune in Niger.

## Geographie
Das von einem traditionellen Ortsvorsteher (chef traditionnel) geleitete Dorf befindet sich rund 18 Kilometer nordwestlich des Hauptorts Guidan Amoumoune der gleichnamigen Landgemeinde, die zum Departement Mayahi in der Region Maradi gehört. Weitere Siedlungen in der Umgebung von Mafarawa sind Dan Koullou im Nordwesten, Baja Kouykouyo im Nordosten sowie Ali Kalla und Alforma im Südwesten.
Es herrscht das Klima der Sahelzone vor, mit einer durchschnittlichen jährlichen Niederschlagsmenge zwischen 300 und 400 mm. Mafarawa liegt auf einer Höhe von 422 m. Die Landschaft zwischen den Trockentälern Goulbin Kaba und Tarka, wo sich das Dorf befindet, ist von alten, unbeweglichen Dünen geprägt.

## Bevölkerung
Bei der Volkszählung 2012 hatte Mafarawa 1090 Einwohner, die in 157 Haushalten lebten. Bei der Volkszählung 2001 betrug die Einwohnerzahl 752 in 93 Haushalten und bei der Volkszählung 1988 belief sich die Einwohnerzahl auf 616 in 88 Haushalten.
Die Bevölkerungsdichte in diesem Gebiet ist für nigrische Verhältnisse hoch.

## Wirtschaft und Infrastruktur
Das Gebiet der Ebenen im südlichen Teil der Region Maradi, in dem Mafarawa liegt, ist von einer anhaltenden Degradation der ackerbaulichen Flächen gekennzeichnet, die mit der hohen Bevölkerungsdichte in Zusammenhang steht. Im Dorf ist ein Gesundheitszentrum des Typs Centre de Santé Intégré (CSI) vorhanden.